# I Love It (canção)
"I Love It" é uma canção do duo sueco Icona Pop, contida em seu álbum de estreia auto-intitulado (2012). Conta com participação da cantora inglesa Charli XCX, que compôs a obra ao lado dos produtores Patrik Berger e Style of Eye.  A faixa foi lançada como o segundo single do disco em 9 de maio de 2012 e se tornou um dos maiores êxitos de 2013 na Europa, assim como o maior hit da dupla sueca. Uma adaptação da canção em português foi usada nos créditos da telenovela juvenil portuguesa homônima.

## Desempenho nas tabelas musicais

### Posições
| Tabela musical (2013)                                         | Melhor posição |
| ------------------------------------------------------------- | -------------- |
| Alemanha (Media Control Charts)                               | 3              |
| Austrália (ARIA Charts)                                       | 3              |
| Áustria (Ö3 Austria Top 40)                                   | 3              |
| Bélgica (Ultratop 50 de Flandres)                             | 6              |
| Bélgica (Ultratop 40 da Valônia)                              | 20             |
| Brasil (Brasil Hot 100 Airplay)                               | 63             |
| Brasil (Brasil Hot Pop Songs)                                 | 22             |
| Canadá (Canadian Hot 100)                                     | 9              |
| Escócia (The Official Charts Company)                         | 1              |
| Eslováquia (IFPI Slovenská Republika)                         | 15             |
| Espanha (Productores de Música de España)                     | 4              |
| Estados Unidos (Billboard Hot 100)                            | 7              |
| Estados Unidos (Hot Dance Club Songs)                         | 25             |
| Estados Unidos (Pop Songs)                                    | 3              |
| Estados Unidos (Adult Pop Songs)                              | 11             |
| Estados Unidos (Dance/Electronic Songs)                       | 1              |
| França (Syndicat National de l'Édition Phonographique)        | 18             |
| Hungria (Magyar Hanglemezkiadók Szövetsége)                   | 3              |
| Irlanda (Irish Recorded Music Association)                    | 8              |
| Itália (Federazione Industria Musicale Italiana)              | 3              |
| Nova Zelândia (Recording Industry Association of New Zealand) | 9              |
| Países Baixos (MegaCharts)                                    | 13             |
| Portugal (Associação Fonográfica Portuguesa)                  | 3              |
| Reino Unido (UK Singles Chart)                                | 1              |
| Chéquia (IFPI Česká Republika)                                | 17             |
| Suécia (Sverigetopplistan)                                    | 2              |
| Suíça (Schweizer Hitparade)                                   | 10             |

### Certificações
| País                   | Certificação |
| ---------------------- | ------------ |
| Alemanha (BVMI)        | Platina      |
| Austrália (ARIA)       | 4× Platina   |
| Áustria (IFPI Áustria) | Ouro         |
| Bélgica (BEA)          | Ouro         |
| Canadá (Music Canada)  | 3× Platina   |
| Estados Unidos (RIAA)  | 2× Platina   |
| Itália (FIMI)          | Platina      |
| Nova Zelândia (RIANZ)  | Ouro         |
| Suécia (GLF)           | Platina      |
| Suíça (IFPI Schweiz)   | Platina      |
| Reino Unido (BPI)      | Ouro         |